# Bataille de Martignat
Guerre de Trente Ans
Batailles
La bataille de Martignat est une série de sièges et de combats qui ont lieu dans le secteur de Martignat entre le 3 et le 14 février 1637 durant l'épisode comtois de la guerre de Trente Ans. Elle s'inscrit dans le cadre de la campagne du Bugey menée par les Comtois de janvier à mars 1637. Elle oppose le régiment français du duc d'Enghein commandé par Claude de Briord à l'armée comtoise dirigée par Philippe-François de Bussolin. Cette bataille marque fortement les esprits de l'époque et notamment la population comtoise qui en gardera longtemps le souvernir.

## Contexte
Au début de l'année 1637  Gérard de Watteville marquis de Conflans charge son fils, le comte de Bussolin, de mener des expéditions dans le Bugey avec 1500 hommes et 800 cavaliers. La défense du Bugey est assurée par le régiment d'Enghein dirigé par le comte de Briord. Dans cette campagne, les armées vont manœuvrer, parfois se rencontrer et se menacer mais rarement se combattre. La prise de Martignat survient le lendemain de la prise d'Oyonnax ou les Français survivants se sont réfugiés au château.

## Déroulement des combats
Le 3 février, les comtois investissent le château défendu par une compagnie d'infanterie française. Au bout seulement de 24 heures de siège, Bussolin s’empare du château de Martignat. Il laisse sur place pour le garder, les capitaines Duprel d'Arloz et d'Arnans, avec six compagnies de cavaleries dont trois de dragons.
Le 8 février, de Briord, depuis Montréal, ayant appris la prise du château, rassemble une armée de 700 hommes dans l’espoir de le reprendre. Il a également connaissance du faible nombre d'hommes qui le gardent et souhaite agir tout de suite. Le contact avec les Comtois s'effectue dès le lendemain avec les dragons du Chevalier Duprel d'Arloz, qui escortaient un convoi de 13 chariots de vivres et de munitions destiné au château de Martignat. Les Français attaquent le convoi et le détruisent entièrement avec 15 morts et 15 prisonniers dans les rangs comtois ; les dragons parviennent à battre en retraite sans trop de pertes, et se laissent enfermer dans le château de Martignat à proximité. Le baron d'Arnans se faisant passer pour un officier français parvient à s'échapper de l'encerclement avec ses trois compagnies de cavalerie.
Commence alors un siège de 5 jours où les cavaliers comtois sont retranchés sans réserves de munitions, ni vivres. Si le rapport de force est équilibré c'est bien l'absence de munition chez les comtois qui devient décisif. Les Comtois souffriront durement d'ailleurs de la privation d'eau. Le 9 février les Français avec leurs 400 hommes infanterie, attaquent la partie basse du château défendue par 15 dragons et 25 mousquetaires. Les Français s'en rendent maîtres au bout de deux heures d'intenses combats. Les comtois survivants sont envoyés en détention à Bourg en Bresse. Juste après la reddition de la partie basse, un tambour exige celle des défenseurs restant de la partie haute. Duprel répond par la négative avec mépris. Dans la soirée, de Briord reçoit des renforts supplémentaire de 200 miliciens.
Duprel et ses hommes dans la partie haute vont tenir et cette résistance va permettre à Duprel de s'illustrer : cet acte va rester longtemps dans les mémoires comtoises,. Il n'y a plus a présent ni eau ni vivre chez les défenseurs qui remplace le plomb manquant des balles par de l'étain. Mais alors qu'il est sur le point de se rendre, des renforts comtois de 2000 hommes commandés par Henry de Champagne, sont en vue du château. Les Français, après reconnaissance des forces comtoises, lèvent le siège dans la confusion et le désordre,, au soir du 14 février. Dans la nuit, les Comtois évacuent le château et l'incendient, le jugeant trop difficile à défendre et ne pouvant permettre à l'ennemi de le reprendre.

## Conséquences
La prise de Martignat représente le plus gros engagement de cette campagne du Bugey. La prise de cette place puis sa destruction permet de sécuriser le secteur : Bussolin peut continuer à mener sereinement sa campagne où les troupes comtoises et françaises se feront à nouveau face sans se combattre. Si les Comtois remportent brillamment cette campagne, le succès sera de courte durée, car ils ne peuvent se maintenir en territoire conquis faute de renforts consentis par le parlement. Début mars, le Bugey est entièrement évacué et la Franche-Comté est a présent menacée d'invasion par les troupes françaises stationnées en Bresse. Cette offensive dans le Bugey sera la seule initiative comtoise d'ampleur du conflit.
Auréolé par cette victoire, Antoine Duprel d'Arloz deviendra maire de Salins en juillet de la même année Cette victoire connaîtra un très fort retentissement dans la population comtoise et assura à Duprel d'Arloz une prestigieuse carrière.